# HMS Renown (1895)
HMS Renown byla bitevní loď britského královského námořnictva druhé třídy. Vyvinuta byla pro službu v koloniích. V prvoliniové službě byla v letech 1897–1902 a následně se v letech 1902–1907 nacházela v rezervě. Vyjmuta byla pouze v období od dubna do října 1905, kdy sloužila jako královská jachta prince z Walesu a jeho manželky při jejich návštěvě britské Indie. V letech 1909–1913 sloužila jako mateřská loď HMS Victory a cvičná loď. Roku 1914 byla sešrotována.

## Stavba

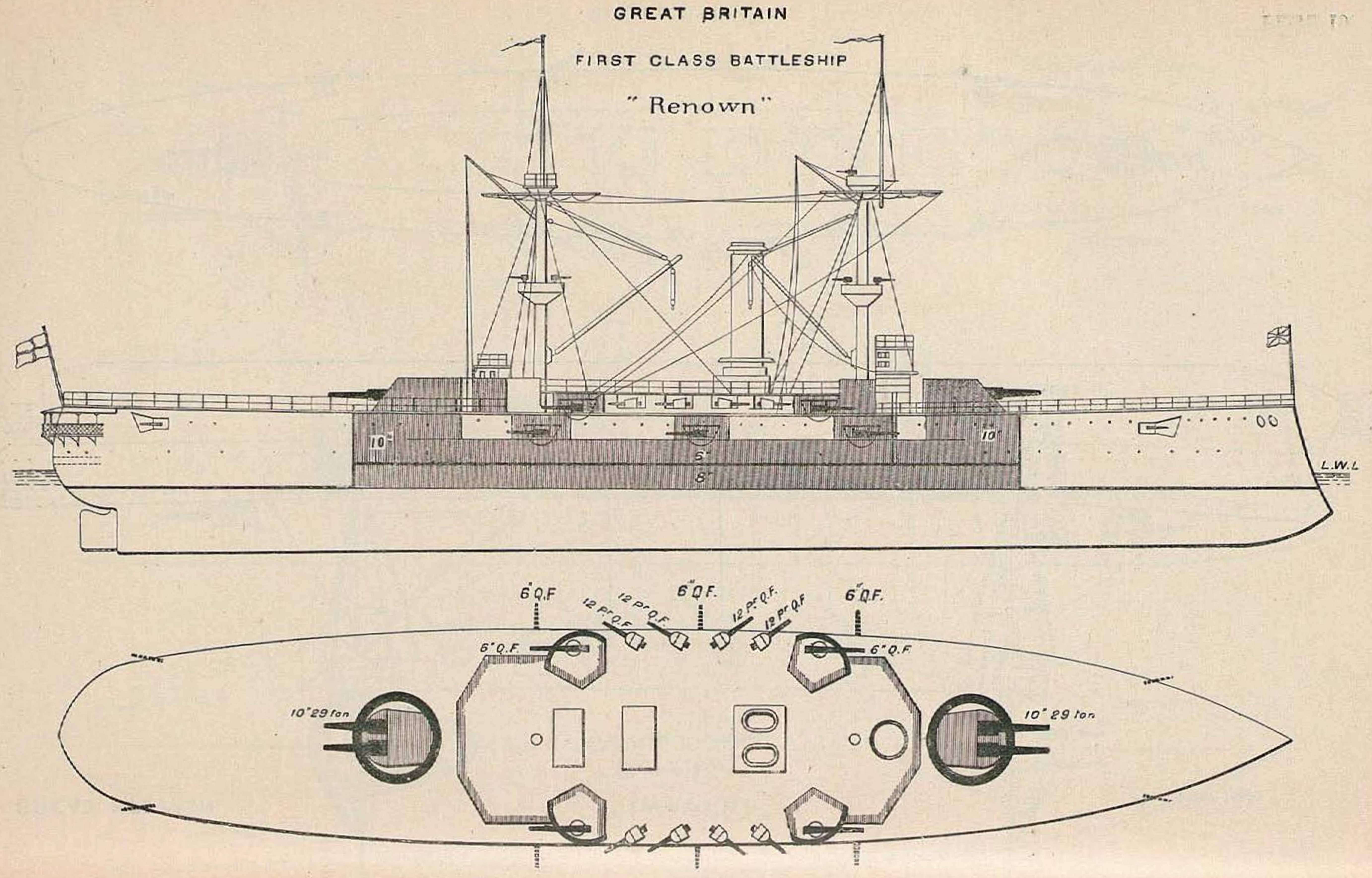
Základní uspořádání plavidla

Plavidlo bylo zvětšenou verzí třídy Centurion se silnější sekundární výzbrojí a kvalitnějším pancéřováním. Postavila jej britská loděnice Pembroke Dockyard, přičemž vystrojena byla v loděnici Devonport Dockyard. Stavba byla zahájena roku 1893. Plavidlo bylo na vodu spuštěno 8. května 1895 a do služby bylo přijato v lednu 1897.

## Konstrukce

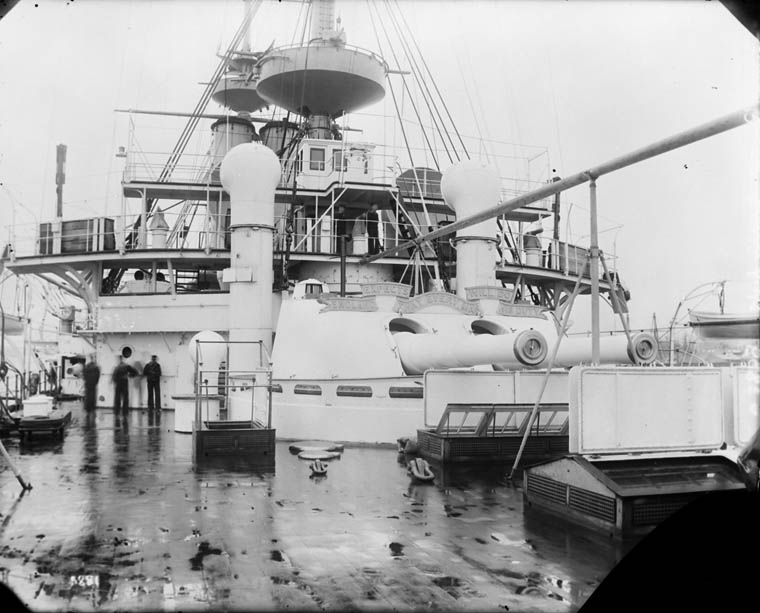
Dělová věž Renown

Výzbroj tvořily čtyři 254mm kanóny ve dvoudělových věžích, které doplňovalo deset 152mm kanónů, dvanáct 76mm kanónů, dvanáct 57mm kanónů a pět 450mm torpédometů. Pohonný systém tvořilo osm kotlů a dva parní stroje s trojnásobnou expanzí o výkonu 10 000 hp, pohánějící dva lodní šrouby. Nejvyšší rychlost dosahovala 17,5 uzlů. Dosah byl 6000 námořních mil při rychlosti 15 uzlů.